# فرار (فیلم کوتاه)
فرار نام فیلم کوتاهی است به نویسندگی و کارگردانی آراد انتظار که در سال ۲۰۲۰ میلادی (۱۳۹۹ خورشیدی) منتشر شد. این فیلم برای اولین بار در تماشاخانه حیایی به روی پرده رفت.

## محتوا
داستان درباره ی پسر جوانیست (با بازی آراد انتظار) که با مشکلات روحی دست و پنجه نرم میکند و سعی در فرار از واقعیت را دارد،در این بین ما شاهد مصاحبه هایی مستندوار با اطرافیان و آشنایان آراد هستیم.فیلم با خودکشی تراژیک آراد داستان پایان می یابد.

## بازیگران
- آراد انتظار
- امین اثنا
- علی قامتی